# سه تفنگدار (فیلم ۱۹۷۳)
سه تفنگدار (انگلیسی: The Three Musketeers) فیلمی در ژانر ماجراجویی به کارگردانی ریچارد لستر است که در سال ۱۹۷۳ منتشر شد.
فیلم‌های چهار تفنگدار و بازگشت سه تفنگدار دنباله این فیلم هستند.

## خلاصه داستان
در حالی که اروپا به سمت یک جنگ بزرگ به پیش می‌رود گروهی از تفنگداران با نام‌های دارتانیون، آتوس، پوریتوس و آرامیس مأمور می‌شوند تا به هر شکل ممکن کاردینال ریشیلیو که با نقشه‌ها و توطئه‌هایش اروپا و بخصوص انگلیس و فرانسه را به سمت یک جنگ تمام عیار می‌برد متوقف کنند. فیلم بر اساس رمان مشهور الکساندر دوما ساخته شده‌است.

## بازیگران
- الیور رید
- فرانک فینلی
- ریچارد چمبرلین
- مایکل یورک
- راکل ولچ
- کریستوفر لی
- جرالدین چاپلین
- ژان-پیر کسل
- سایمون وارد
- فی داناوی
- چارلتون هستون
- جاس آکلند
- اسپیک میلیگان
- سیبیل دانینگ